# Lycée Ambroise-Paré
Le lycée Ambroise-Paré est un établissement français d'enseignement secondaire situé à Laval (Mayenne), dépendant de la région des Pays de la Loire et de l’académie de Nantes. Il se trouve 17, rue du Lycée à Laval.

## Présentation
Le lycée est installé dans l'ancien couvent des Ursulines construit par Étienne Corbineau entre 1620 et 1626. Ancien lycée de garçons (lycée de Laval), il porte le nom d'Ambroise Paré, originaire de la ville.

## Historique

### Origine
Le bâtiment du monastère des Ursulines de Laval fut après la Révolution française et dès le XIXe siècle, consacré à l'instruction publique.

### Collège de Laval
On ignore l'origine de ce collège, qui remonte à la fin du XIIe siècle, en même temps que le chapitre de Saint-Tugal. Ce fut vraisemblablement, durant tout le Moyen Âge, une sorte de « grant escolle » ou psallette de Saint-Tugal destinée au recrutement de la maîtrise canoniable et du clergé local. 
C'est en ce sens qu’il faut sans doute interpréter les vers de Guillaume Le Doyen, ancien élève, dans son extrait suivant. 

« Yssant de la grande encolle D’y aller ne fut plus en colle et que « ou tout fol ou sauge, il s'ordonna à mariage » ».
C'était en somme quelque chose d’analogue au « séminaire » qui fut créé au XVIIe siècle sur la paroisse de Saint-Vénérand ; mais l’institution était sous la surveillance du chantre de Saint-Tugal : c'est en ce sens que s'explique l’intervention, le 19 août 1491, de Pierre Le Baud, chanoine, est chargé de trouver un maître plus capable que Robert Corbusson qui était alors à la tête du collège de Laval, et dont on n'était pas content.
Peu d’écoliers donc. Il ne pouvait en être autrement, au vu de l'emplacement qu’occupait le collège à l’endroit où s’élève aujourd’hui. Il faudrait compter avec la fondation de Michel Lemercier, sieur du Grasmesnil, qui, le 25 août 1521, créait une chapellerie en la Trinité de Laval.
Ils finirent par se trouver à l’étroit dans « la chambre, logeas et petiote court derrire » qui composaient la « grande » école et en 1582, le collège fut transféré dans la rue Renaise. Trois mois plus tard, en octobre 1582, le Chapitre échangeait les bâtiments délaissés contre une construction qui appartenait à Pierre Martin, sieur de Hérambourg, et qui se voyait « près et au dedans de l’enclos du collège neuf»; elle devait y servir de chapelle.
Dans ces bâtiments, écrit Émile Sinoir, le collège poursuivra le cours de ses destinées jusqu’en 1793. Il s'agit toujours la grande école instituée par Guy V de Laval; il ne s'agit ici que d'un simple changement de domicile pour cause d’agrandissement.  
Le collège de Laval n'avait que des élèves externes. Cet établissement accueille tout d'abord les élèves du collège de la rue Renaise, devenu trop petit.
À l'époque de la Révolution française et depuis longtemps, on y enseignait toutes les classes d'humanités. En 1791, le principal et cinq des régents étaient prêtres; tous refusèrent de faire le serment de la constitution civile du clergé. Ils furent remplacés après les vacances de 1791.

### Révolution française

#### Doctrinaires
Noël-Gabriel-Luce Villar, l'évêque constitutionnel de la Mayenne, après sa nomination nomme des vicaires épiscopaux. Il fait aussi venir  son frère, ancien génovéfain, et quatre Prêtres de la doctrine chrétienne, comme lui, qui proviennent du collège de La Flèche :
- Joseph Laban,
- Philippe Séguela,
- Dominique Rabard et
- Jean-Joseph Sartre.

Rabard, Séguela et Sartre sont attachés au collège de Laval dont le premier était principal. Avec Laban, ils rédigent un journal qui paraissait chez l'imprimeur Michel Faur, sous le titre de Patriote, puis plus tard de Le Sans-Culotte du département de la Mayenne.. Vers le milieu de 1792, Villar nomme deux nouveaux vicaires épiscopaux, dont l'abbé Laigre qui devient professeur de rhétorique au collège de Laval.

#### Collège national
Vers novembre 1792, le collège de Laval prend une forme nouvelle et le titre de Collège national. Dominique Rabard, vicaire épiscopal, en était alors le principal, et qui avait avec lui plusieurs prêtres. Principal du collège de Laval, Rabard publie un Prospectus. On y voit que les objets de renseignement sont : Les principes d'une saine morale, l explication des lois de la république, les langues, l'histoire, les mathématiques, l'éloquence et la poésie.  Dominique Rabard fait appel à François Huchedé et Augustin Garot, anciens élèves du Collège de Laval.
À la fin de 1792, le collège est transféré dans le couvent des Ursulines.
Dominique Rabard est nommé le 24 avril 1793 au Collège de Château-Gontier et assisté des citoyens François Huchedé, Augustin Garot, Cordier, Epiard. Au mois de septembre, il s'enrôle dans le bataillon des volontaires de la Mayenne et se fait tuer dans une rencontre avec les Vendéens, le 19 octobre.

### École centrale

#### Fondation
La loi du 3 brumaire an IV avait créé dans chaque département une école centrale ; celle de Laval est installée dans les bâtiments de l'ancien Collège. Il s'agissait de la transformation du collège, d'après les nouvelles lois sur l'instruction publique. 
Le personnel resta le même; on changea seulement les qualifications officielles des professeurs. C'étaient toujours les anciens vicaires épiscopaux Laban, Laigre, Réveil et Sartre, auxquels s'étaient joints quelques laïques, presque tous anciens doctrinaires, attirés par Laban à Laval. 
Il y avait un directeur, un bibliothécaire, des professeurs de législation, de belles-lettres, d'histoire, de physique, de mathématiques, de botanique et enfin un professeur de langues anciennes. Toute cette classification n'existait en réalité que sur le papier; les professeurs avaient chez eux toutes les classes, depuis la septième jusqu'à la rhétorique. Isidore Boullier indique que leur enseignement était irréprochable, sous le rapport littéraire.
L'enseignement comprenait trois sections, de deux ans d'études chacune ; la première, réservée aux enfants de douze ans au moins, était pourvue de trois chaires : dessin, langues anciennes et sciences naturelles.

#### Bibliothèque
Les Capucins avaient fait construire, en 1709, un bâtiment destiné à recevoir la bibliothèque. René Hardy de Lévaré en pose la première pierre. Leur bibliothèque était considérable et composée des meilleurs ouvrages de théologie, indépendamment de beaucoup de livres d'histoire et de littérature. Cette précieuse collection fut presque entièrement dispersée pendant la Révolution française ; cependant il en échappa une partie qui furent transportés à l'École centrale de Laval, et qui ont servi plus tard à former le fonds de la Bibliothèque municipale de Laval.

#### Jardin botanique
Jean-Baptiste-Denis Bucquet organise le Jardin botanique de l’École centrale de Laval qui finit par contenir 1 300 végétaux exotiques et plus de 3000 espèces indigènes, classées d'après le  système de Linné. Il crée en outre une serre, orgueil du jardinier Doudet, et plante une pépinière modèle.

### XIXesiècle
La loi de floréal an X supprime les écoles centrales ; celle de Laval subsiste jusqu'en l'an XII ; puis, aux termes de l'arrêté du 27 floréal an XII, elle est remplacée définitivement par l’École secondaire. 
Le 21 avril 1820, le préfet de la Mayenne Charles-Joseph Coster, qui était allé consulter des ouvrages à la bibliothèque de l'ancienne École centrale, s’avisa, en s’en retournant, de traverser la salle d’étude et une des classes du collège. Il en est affecté vivement et dès que rentré dans son cabinet, il adresse au maire de Laval, Jean-François de Hercé, une lettre où il lui disait toute sa surprise : « J’ai remarqué, écrivait-il, avec un vif chagrin, que ces salles sont dans un état de saleté effroyable. Je ne puis comprendre qu’on ait assez peu de soin pour laisser des enfants auxquels on doit inspirer l’amour de l'ordre et de la propreté dans des pièces où tout semble abandonné et que leur malpropreté doit rendre malsaines... J’appende sur cet établissement, terminait-il, toute votre surveillance et tous vos soins. ». À cet établissement que le préfet trouvait alors si mal tenu et dont un an auparavant le bureau d’administration, maire en tête, en louant le zèle du principal Pierre-Jacques Triquerie, constatait la prospérité.

#### Collège royal
En 1842, la ville de Laval cède l'école au gouvernement qui y établit un collège royal dont l’inauguration a  lieu le 10 octobre 1842, et pour lequel on réalise de nouvelles constructions, les anciens bâtiments n’étant plus suffisants. Il devient lycée en 1848. 
Au XIXe siècle, des constructions annexes sont ajoutées notamment par Maximilien Godefroy en 1837 et par Pierre-Aimé Renous de 1842 à 1846. Ce dernier transforme l'intérieur de la chapelle en 1848. 

#### Abbé Follioley
En 1873, l'abbé Follioley est nommé proviseur du lycée de Laval où il reste jusqu'en 1886, redressant là aussi l'effectif des élèves de 272 à 565. Il amène avec lui une suite véritable, une douzaine de collégiens, avec des Jurassiens, provenant de Saint-Claude comme Albert David-Sauvageot, Félicien Regad, et Jeantet, des Nordistes, Abel Thulliez et les Macaux, des Bretons comme Tison, Dein et d'autres encore. Il réussit à faire du petit lycée de Laval le premier lycée, ou peu s'en faut, de l'Académie de Rennes, la « maison-modèle de l'Ouest ».
Le lycée s'étend : on édifie coup sur coup un bâtiment de quarante mètres de long, avec des études, des dortoirs et de larges escaliers, une cour des plus vastes, dite
des petits moyens, et, une salle de concert.
Il est même question en 1878 de fonder un petit lycée d'enseignement spécial et de classes élémentaires jusqu'à la sixième classique, comme succursale, à Mayenne. Le projet n'aboutit pas. Pour dégager d'autant le grand lycée et porter la concurrence au cœur même de la clientèle adverse, l'abbé Follioley obtint en 1881 de l'État et de la Ville que l'on construisît un petit lycée sur la rive gauche de la Mayenne. Ce petit lycée fut ouvert à la rentrée de 1885. Il deviendra le lycée Henri-Rousseau.
Le lycée de Laval brille d'ordinaire au premier rang aux concours académiques de Rennes. Les Quatre S font l'honneur à l'époque du lycée de Laval : Georges Savary, Suret et les deux normaliens Auguste Salles et Émile Sinoir. De plus en plus d'élèves accèdent aux grandes
écoles. Dans les dernières années de sa direction, l'abbé Follioley y créa même un cours de Saint-Cyr. Le lycée sort beaucoup de professeurs, et l'on put dire du lycée de Laval qu'il était devenu, au sens premier du mot, l'un des séminaires de l'Université.. Sous l'impulsion de l'abbé Follioley il y eut toujours un élève du Lycée de Laval à l'École normale supérieure. Il s'en trouva même jusqu'à trois à la fois. Beaucoup d'autres passèrent par les Facultés.
Le succès de l'abbé Follioley ne pouvait manquer d'attirer sur sa personne les récompenses administratives. Il est fait officier de l'Instruction publique le 29 décembre 1874. De divers côtés on sollicitait pour lui la croix de chevalier de la Légion d'honneur. Il reçoit en juillet 1883 la croix de la Légion d'honneur l'unique récompense qu'il ait ambitionnée.
En 1885, le Lycée a pour annexe le collège de Jeunes Filles qui est devenu aujourd’hui le lycée Douanier-Rousseau.

### XXIesiècle
Rénové au moment du passage au XXIe siècle, c’est l’un des plus beaux lycées de la région, notamment grâce à son CDI, situé dans l'ancien évêché de Laval, qui est la copie de l’hôtel Matignon, à sa chapelle et à ses nombreuses cours.

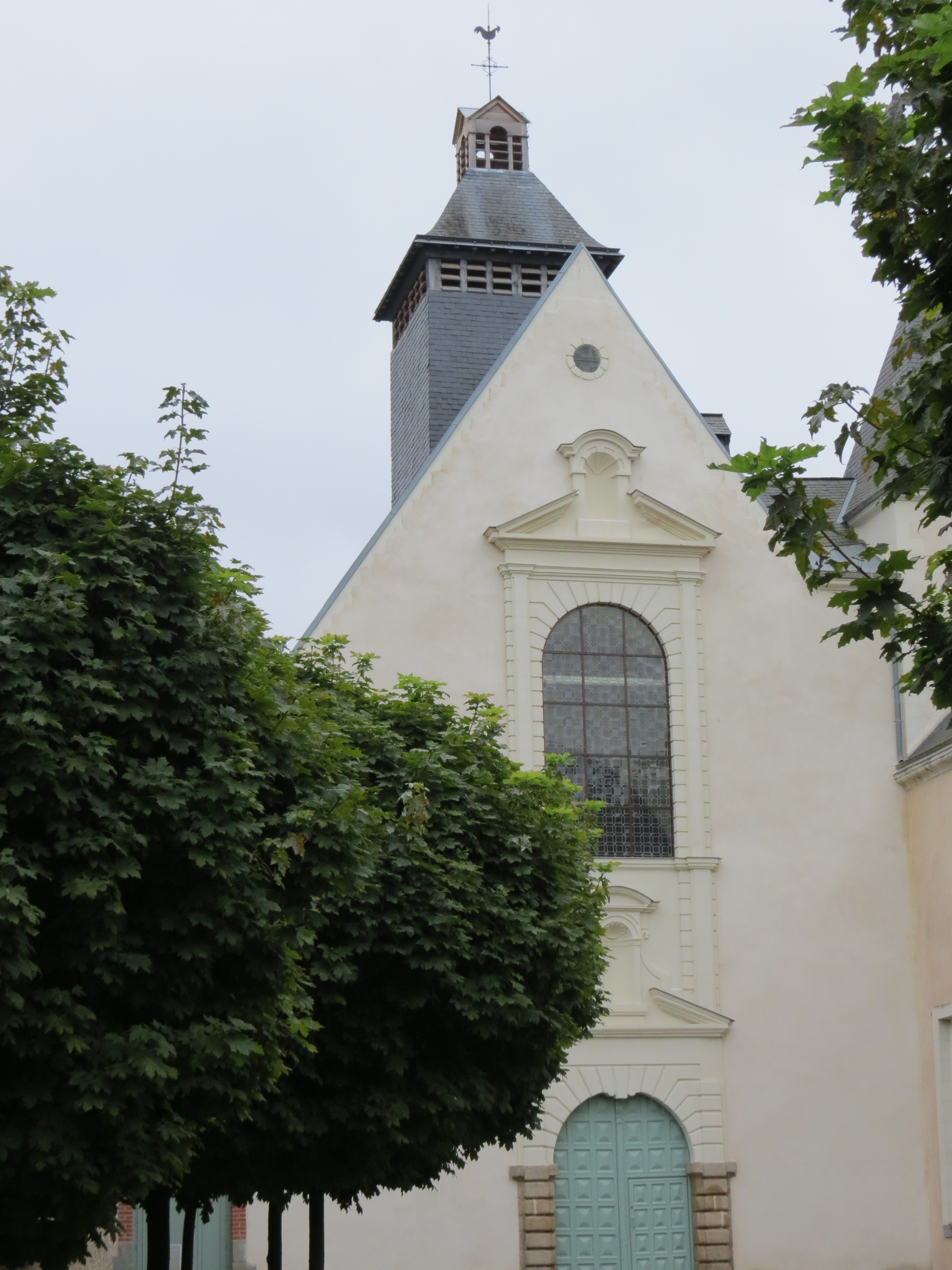
L'ancienne chapelle des Ursulines.
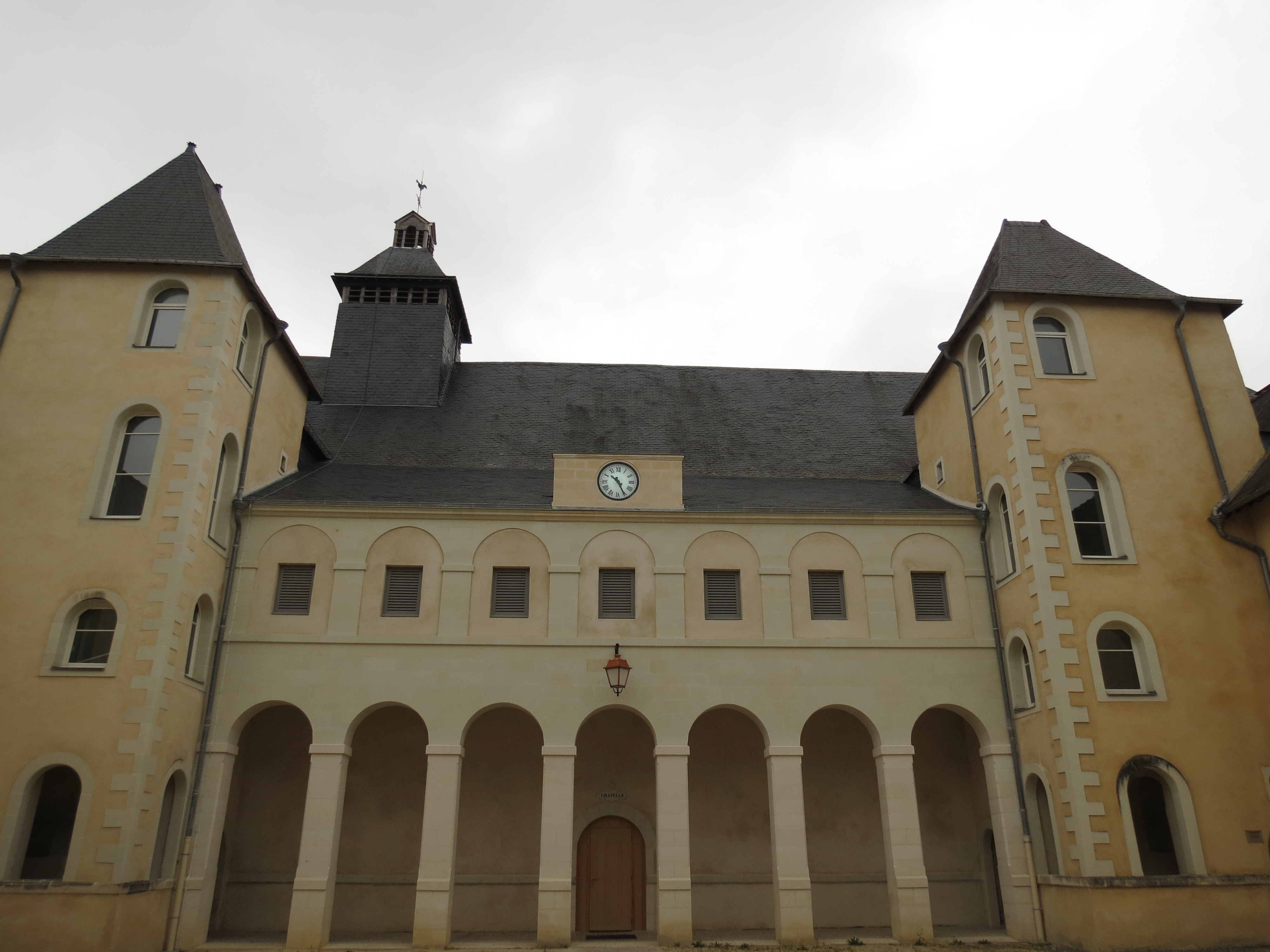
Inscrite MH (1926)
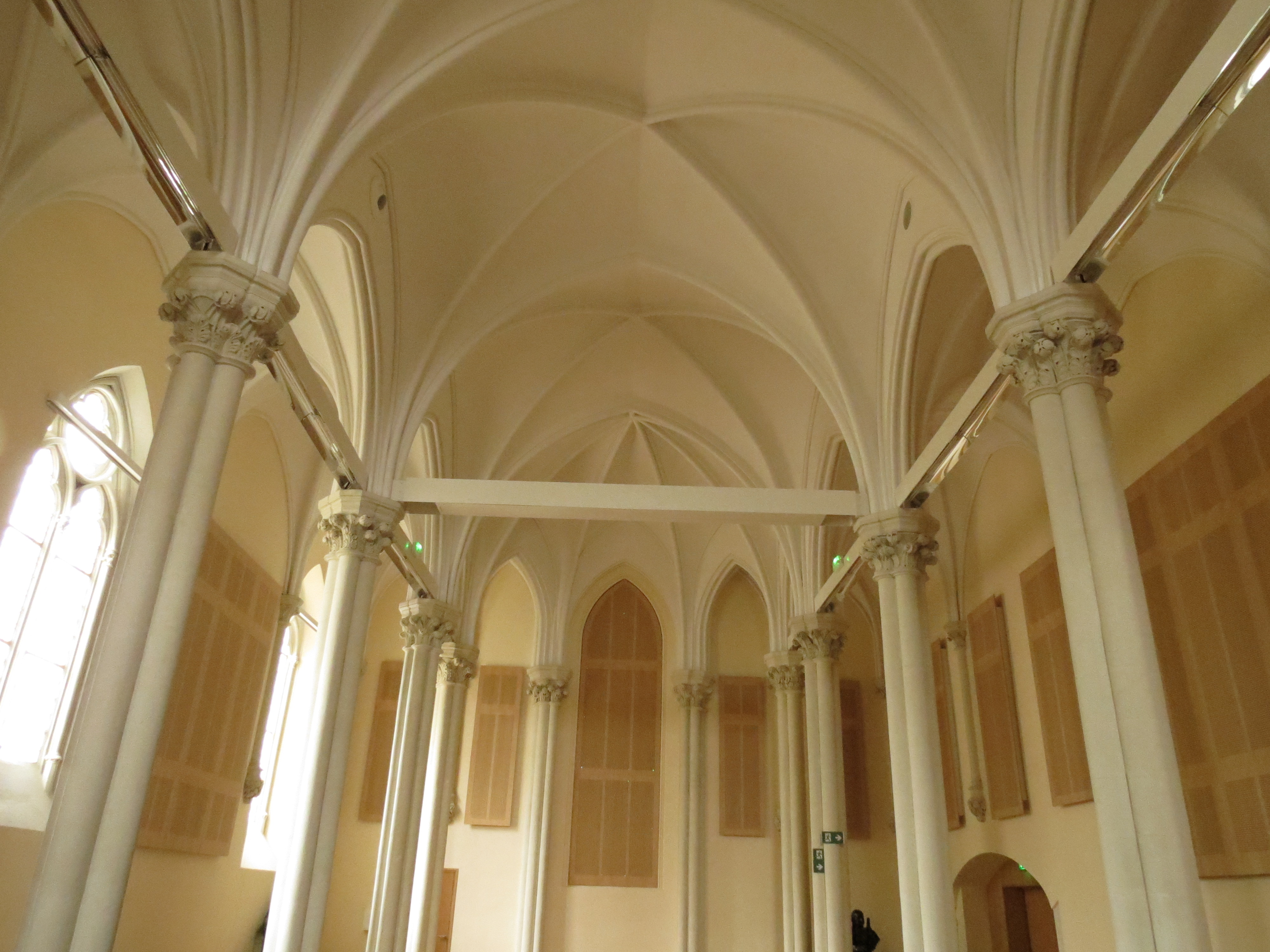
Sous les voutes de la chapelle

## L'enseignement au lycée Ambroise-Paré

### Filières d'enseignement
Le lycée Ambroise-Paré est un lycée d'enseignement général et technologique. Il prépare le baccalauréat général avec de nombreuses spécialités ainsi que le baccalauréat technologique STMG.
Le lycée prépare aussi des BTS :
- BTS Comptabilité et Gestion
- BTS Gestion des Transports et Logistique Associée
- BTS Négociation et Digitalisation de la Relation client

### Classement du lycée
En 2015, le lycée se classe 11e sur 11 au niveau départemental quant à la qualité d'enseignement, et 1602e au niveau national. Le classement s'établit sur trois critères : le taux de réussite au bac, la proportion d'élèves de première qui obtient le baccalauréat en ayant fait les deux dernières années de leur scolarité dans l'établissement, et la valeur ajoutée (calculée à partir de l'origine sociale des élèves, de leur âge et de leurs résultats au diplôme national du brevet).

## Personnalités liées au lycée

### Anciens élèves
- François d'Aubert (1943), ancien maire de Laval et ancien ministre de la recherche y fut élève en 1962 ;
- Adolphe Beck (1876-1954), ancien maire de Laval, industriel ;
- Carle Bahon (1873-1944), homme politique ;
- Max Bahon (1871-1959), industriel, ingénieur ;
- André Bellesort (1866-1942), écrivain, membre de l'Académie française ;
- Henri Belliot (1862-1911), écrivain, religieux ;
- Paul Bernard-Dutreil (1831-1902), diplomate, homme politique ;
- Julien Bigot (1831-1914), magistrat, homme politique ;
- Charles-Michel Billard (1800-1832), médecin ;
- Philippe Billy, footballeur ;
- Grégory Bourillon, footballeur ;
- Georges Bruley des Varannes (1864-1943), religieux, évêque de Monaco ;
- Adrien Bruneau (1874-1965), peintre, pionnier ayant contribué à l’essor du cinéma éducatif ;
- Frédéric Chaplet (1859-1925), industriel et scientifique ;
- Prosper Jules Charbonnier (1862-1936), Ingénieur-général de la marine et spécialiste de la balistique ;
- Jean Chaulin-Servinière, homme politique, député et président du conseil général de la Mayenne ;
- Francis Coquelin, (né en 1991), footballeur ;
- Albert David-Sauvageot (1856-1899), professeur agrégé, écrivain :
- Francis Delaisi (1873-1947), économiste, journaliste, écrivain ;
- René Diehl (1912-1980), archéologue, industriel ;
- Henri Dodier (1882-1969), professeur agrégé de mathématiques ;
- Georges Dottin (1863-1928), linguiste, spécialiste du monde celtique ;
- Henri Douxami (1871-1913), scientifique, géologue ;
- Ludovic Dugas (1857-?), professeur agrégé ;
- René Étiemble (1909-2002), écrivain, y fut élève en 1927 ;
- Paul-Louis Férard (1894-1981), poète ;
- Paul Flatters (1839-1881), militaire et explorateur ;
- Pierre Foncin (1841-1916), professeur, géographe ;
- Louis Gallouédec (1864-1937), écrivain, homme politique ;
- Léon Gautier (1832-1897), archiviste ;
- Anthony Gonçalves, footballeur ;
- Georges Grimod (1871-1951), avocat, président du Stade lavallois et des anciens élèves du Lycée de Laval ;
- Jean Grimod (1897-1964), journaliste ;
- Yves Guihannec (1946-1992), journaliste ;
- Géo Ham (1900-1972), illustrateur ;
- Frédéric Houssay (1860-1920), professeur agrégé, zoologiste ;
- Loukian Jacquet, syndicaliste (ancien président du Syndicat Général des Lycéens, BN de l'UNEF, Vice Président Etudiant de l'Université de Rennes 2);
- Alfred Jarry (1873-1907), poète, écrivain ;
- Alfred Joubaire (1895-1916), écrivain mort pour la France ;
- Georges Dillon-Kavanagh (1873-1944), escrimeur ;
- Paul Le Breton (1833-1915), homme politique, journaliste ;
- Édouard Lambert (1866-1947), juriste, universitaire ;
- René-François Le Feuvre (1840-1917), agronome ;
- Louis Lemercier de Neuville, écrivain ;
- Ferdinand Le Pelletier (1864-1939), economiste, homme politique ;
- Francis Levesque (1890-1960), artiste, homme politique ;
- Paul Lintier, écrivain ;
- Robert Maah, footballeur ;
- Emmanuel de Martonne (1873-1955), géographe ;
- Benoit Maurice, footballeur ;
- Raphaël Moreau (1902), écrivain ;
- Alexis Muzet (1843-1934), syndicaliste et homme politique ;
- Stéphane Pichot, footballeur ;
- François Pédron, écrivain ;
- René Pleven, homme politique ;
- Jean-Baptiste du Plessis d'Argentré, religieux ;
- René-Jean Pommerais (1814-1885), archéologue et juriste ;
- Patrice Repusseau (1948), poète ;
- Olivier Richefou, homme politique, président du conseil général de la Mayenne
- Auguste Salles[27] (1860-1941), professeur agrégé ;
- Émile Sinoir[27] (1860-1943), professeur agrégé, président du Stade lavallois ;
- Jean-Loup Trassard (1933), écrivain ;
- Auguste de Villiers de L'Isle-Adam, écrivain ;
- André Weil, mathématicien ;
- François Zocchetto, homme politique, sénateur et maire de Laval.

### Anciens professeurs
- Jean-Michel Atlan, professeur de philosophie (1939) ;
- Bertrand Auerbach, professeur de géographie (1879-1881) ;
- Théodore Bahon, professeur de mathématiques (1856-1895) ;
- Alfred Baudrillart ;
- Amédée Beaujean ;
- Louis Benaerts, professeur d'histoire (1890-1892) ;
- Alexandre Bertrand, professeur de rhétorique (1848-1849) ;
- Benjamin Bourdon, aspirant répétiteur (1880) ;
- Émile Bréhier, professeur de philosophie (1903-1908) ;
- Jean-Baptiste-Denis Bucquet, professeur d'histoire naturelle ;
- Félicien Challaye, professeur de philosophie ;
- François Crouslé, professeur de rhétorique (1855) ;
- Roland Dalbiez ;
- Lucien Louis Daniel, répétiteur ;
- Albert David-Sauvageot, professeur de rhétorique ;
- Michel Denis, professeur d'histoire ;
- Charles Durget ;
- Jean Baptiste Fanneau de Lahorie, professeur d'histoire naturelle ;
- Léopold Follioley, proviseur (1873-1886) ;
- Augustin Garot, instituteur ;
- Charles Glachant, professeur de lettres (1849-1852) ;
- Auguste Guillemin, professeur de physique ;
- Gustave Hervé, répétiteur ;
- François Huchedé ;
- Fernand Kerforne, répétiteur ;
- Yves Lavoquer, professeur de lettres ;
- Nicolas Lalleman, professeur de rhétorique (1811-1814) ;
- Léopold-Jean Le Balle, agrégé de grammaire ;
- Michel Le Milinaire ;
- Jean Le Solleuz, professeur de lettres ;
- Gabriel Monod, professeur d'histoire (1865) ;
- André Mussat, professeur d'histoire ;
- Antoine-Thomas Naudet
- Jules Oppert, professeur d'allemand et d'anglais (1850) ;
- Pascal Rannou, agrégé en lettres modernes, docteur en littérature, écrivain;
- Théodule Ribot, professeur de philosophie (1878-1882) ;
- Charles Rinn, professeur de lettres (1874-1875) ;
- Albert Rivaud, professeur de philosophie (1900-1906) ;
- Jean-Joseph Sartre ;
- Eugène Schlesser, professeur de mathématiques (1885-1895) ;
- Philippe Séguela ;
- Émile Sinoir, agrégé de lettres et professeur de rhétorique ;
- Jean Suret-Canale, professeur d'histoire ;
- Auguste Terrier, agrégé en physique ;
- Gustave Téry, professeur de philosophie (1898-1899) ;
- Émile Trolliet, professeur de lettres (1880-1885).

### Anciens aumôniers
- Michel Guerlin
- Edmond Létard avant 1875
- Magloire Roussel, ancien précepteur de la famille de la Broise, prêtre, aumônier adjoint puis aumônier de 1875 à 1906, chanoine honoraire
- Gustave Barrier de 1906 à 1931.

### Anciens proviseurs
- Dominique Rabard (1791-1793)
- Joseph Laban (1793-1807)
- Louis-François de Bigault d'Harcourt (1807-1816)
- Pierre-Jacques Triquerie (1816-1825)
- Abbé Jean Dours (1842-?)
- Abbé Hippolyte Dours (1850-1859)
- Louis Marie Joubin[28] (1865-1869)
- Martin[29] (1869-1870)
- Pierre André Housset (1870-1873)
- Léopold Follioley (1873-1886)
- Charles Le Breton (1886-1894)
- Auguste Amaudrut (1895-1909), puis proviseur honoraire
- Edmond-Albert Aubril (1909-1920)
- Albert Lion (1920-1921)
- Bertrand (1922-1927)
- Eugène Terraillon (1928-1929)
- Blanc (1930-1932)
- Sindzingre (?-1936)
- Boulogne (1936-?)
- Michel Févier
- Rama Bodinier
- Alain Charlot
- Michel Peneau

### Citations littéraires
- Camille, dans le Zèbre d'Alexandre Jardin est professeur de mathématiques au Lycée de Laval

### Sources
- Mémorial de la Mayenne, 1845, Godbert, Laval, p. 223.